# Néstor de la Torre Comminges
Néstor de la Torre Comminges, (Las Palmas de Gran Canaria, 26 de julio de 1875 – Madrid, 22 de agosto de 1933), cantante de ópera (barítono) español, que utilizó el pseudónimo de Nestore Della Torre.

## Biografía
Hijo de Néstor de la Torre Doreste y Sofía Comminges Flores. Desde temprana edad realiza estudios musicales (canto y violonchelo) con el maestro Bernardino Valle Chinestra. Se traslada a Madrid para ingresar en el Real Conservatorio Superior de Música de Madrid, donde prosigue sus estudios de canto con la cantante Carolina de Cepeda.
Debuta profesionalmente con la ópera La Favorita de Donizetti, en el teatro «Príncipe Alfonso» de Madrid, el 19 de abril de 1894. Comparte reparto con la contralto italiana Cuccini.
Hace su debut internacional en el teatro Alhambra de Milán, con la ópera «Fausto» de Gounod, interpretando el papel de Valentín.
En 1896 inicia una turné en Sudamérica, cantando en los teatros Municipal de Caracas, Venezuela (Ene-Mar) y San Martín de Buenos Aires, Argentina (Jul-Sep). Entre ambos períodos, interviene en varias representaciones en los teatros Tirso de Molina de Las Palmas y Municipal de Santa Cruz de Tenerife.
Tras regresar de Argentina, viaja a Italia donde actúa en el Politeama de Sassari, Cerdeña, interpretando papeles en Pescadores de Perlas, Chaterton o Andrea Chenier; en el Vittorio Emanuele de Turín, con Otelo, Aída» o participando en el estreno de Janko, ópera de Primo Bandini. Igualmente, en el Dal Verme de Milán, con Aída y La Favorita.
En 1898 es contratado para actuar en los teatros imperiales de Rusia. En septiembre de 1899, en la ciudad de Tiflis, Georgia, representa diversas óperas.
Regresa posteriormente a Italia donde continúa desarrollando su labor artística en teatros como el Andreani de Mantua, (Ernani, Rigoletto), tomando parte en el estreno de la ópera del Maestro Ramón Montilla Romero Vendetta Zingaresca; en el Quirino de Roma, (Andrea Chenier o Carmen); o en el Coccia de Novara, donde participa en el estreno, de El Trillo del Diavolo de Stanislao Falchi con libreto de Ugo Fleres; Aída, La Boheme, Caballería Rusticana o Pagliacci.
Establece su residencia en Roma, donde decide italianizar su nombre, siendo desde entonces también conocido internacionalmente como Nestore Della Torre. En ese período recibe clases del tenor italiano Antonio Cotogni.
En abril de 1900 es contratado para la temporada inaugural del teatro Arriaga de Bilbao, donde interpreta el papel del Rigoletto verdiano, además de intervenir en otras tantas como en el estreno, en dicha ciudad, de La Boheme, Otello o Lohengrin.
En el Carignano de Turín interviene en el estreno de la ópera Colonia Libera del maestro Pietro Floridia.
En la Fenice de Venecia, estrena, la ópera del maestro Pietro Mascagni, Le_Maschere.
El teatro Sociale de Údine constituye una nueva escala en su itinerario como intérprete operístico, cantando Andrea Chenier y Pescadores de Perlas.
En la ciudad de Florencia, tanto en el Pérgola (Abr,1901) como en el Politeama (May-Jun, 1901), toma parte en otras. (Il Trillo del Diávolo y Carmen).
En 1901 contrae matrimonio, en Las Palmas de Gran Canaria, con Ana M.ª de los Dolores Champsaur Millares, -hija del Dr. José Champsaur Sicilia y nieta del escritor, historiador, músico y notario Agustín Millares Torres- quien fue la compañera de toda su vida y madre de sus siete hijos. Su primogénita fue la musicóloga y profesora de música y canto, Lola de la Torre Champsaur.
Participa en los estrenos de las óperas Farinelli, de Tomás Bretón (con libreto de Juan Antonio Cavestany), así como de Raimundo Lulio, primera producción operística del maestro Ricardo Villa (con libreto de Joaquín Dicenta), en el rol de Berenger.
En La Scala de Milán, participa en el estreno absoluto de la ópera Océana, del compositor Antonio Smareglia, bajo la dirección del maestro Arturo Toscanini.
También interviene en el San Carlo de Nápoles, compartiendo escenario con Luisa Tetrazini y María Barrientos.
Interviene en el acto inaugural de la temporada otoño-invierno 1903-1904, en el Teatro del Liceo de Barcelona, interpretando el papel de Telramondo en Lohengrin de Richard Wagner. Entre sus compañeros de reparto figuran María Giudice, Concha Dahlander, Ramón Blanchart y Francisco Viñas. Bajo la dirección del maestro Edoardo Mascheroni, el 23 de diciembre de 1903, participa en el estreno de la ópera de su creación Lorenza.
Al terminar la temporada de ópera en el Nazionale de Roma (Jun,1908), (Lucía de Lamermoor» y Carmen); y no sin antes participar en varias funciones de Aída en el Donizetti de Bérgamo, regresa a Las Palmas. En ese momento, probablemente debido a cuestiones familiares, decide abandonar en plena madurez profesional su carrera internacional y establecerse con su familia en Santa Cruz de Tenerife. Se consagra entonces a la pedagogía del canto y a colaborar activamente en la vida musical de la isla, donde permanece casi diez años (Dic,1908-Feb,1918).
Tras serle ofrecido un cargo relevante en la administración de la ciudad de Las Palmas, que finalmente no llegó a materializarse, se traslada con su familia a su isla natal. Durante su tiempo de permanencia en Gran Canaria, organiza algunos eventos culturales y musicales. Entre sus alumnos destaca Isabel Macario Brito.
A finales de 1920, tras una breve gira por Centroamérica, se traslada con su familia a La Habana, Cuba, donde permanecerá más de nueve años (Dic,1920-Mar,1930). Es contratado para ocupar la cátedra de canto de varios conservatorios y funda su propia Academia de enseñanza.
En junio de 1921 estrena, en el Teatro Nacional, la ópera La Esclava la más importante producción de José Mauri, violinista y director del instituto musical. Junto a él intervendrán artistas como el tenor italiano Tito Schipa y la soprano española Ofelia Nieto. En idéntico escenario y período, se estrena la opera de Eduardo Sánchez de Fuentes El Caminante, con libreto del poeta español Francisco Villaespesa, e idénticos intérpretes, bajo la dirección del Maestro italiano Arturo Bovi.
Fue autor del libreto y guion escénico de un poema bíblico en dos escenas con un intermezzo titulado Navidad, obra a la que puso música Eduardo Sánchez de Fuentes.
Interviene en la organización, en el Teatro Nacional, de un concierto benéfico a favor de las víctimas del ciclón del 26 de octubre de 1926.
En el mes de mayo de 1929 ofrece dos conciertos de la escena lírica El Hijo Pródigo, de Claude Debussy, en el Teatro Nacional y en el Auditorium de la Sociedad Pro-Arte Musical, la que sería su última actuación pública, como cantante.
A finales de 1932, la Junta Directiva de la Asociación de Exportadores de Frutos de la Provincia de Tenerife, lo designa Director de la Oficina Técnica de control, orientación y propaganda de sus productos hortofrutícolas en Madrid. Su salud se deteriora rápidamente y muere en Madrid el 22 de agosto de 1933, a la edad de 58 años.
Un año más tarde, el 22 de agosto de 1934, le será ofrecida una velada homenaje en el Teatro Pérez Galdós de Las Palmas, organizada por la Sociedad de Amigos del Arte Néstor de la Torre.
Una céntrica calle de la ciudad de Las Palmas de Gran Canaria lleva su nombre.